# Блакитна пляма (відділ мозку)

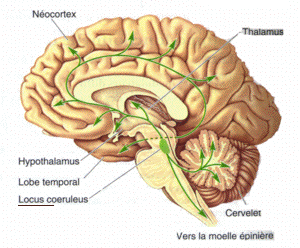
Розташування блакитної плями (Locus Coeruleus) на зображенні норадренергічної системи

Блакитна пляма, є підкірковим ядром головного мозку, розташованим у його стовбурі. Воно має безліч взаємозв'язків із мигдалеподібним тілом, а також із чутливим ядром трійчастого нерва та лімбічними ядрами. 
Вперше воно було виявлено й тлумачено французьким лікарем та анатомом Феліксом Віком д'Азіром у середині 18 століття.
Це ядро являє собою норадренергічне та холінергічне утворення. Саме з цієї області походить переважна більшість нейронів, які використовують норадреналін як нейромедіатори. Його синій колір зумовлений наявністю гранул меланіну, через що він також отримав назву «nucleus pigmentosus pontis» (дуже забарвлене ядро моста).

## Призначення
Завдяки дуже великій кількості сполук, блакитна пляма бере участь у багатьох природних явищах, таких як: страх і тривога. 
Завдяки своїм проекціям аксонів на такі області, як мигдалина, гіпокамп, перегородка, кора, стовбур мозку або навіть ретикулярна формація, блакитна пляма пов'язується із переполохом (панічними розладами) людей і тварин. Насправді було доведено, що збудження цієї області викликається у тварин, станом тривоги та, навпаки, заспокійливі  речовини, такі як алкоголь, бензодіазепіни або опіати, знижують її активність.

## Сон і неспання
Зв'язки блакитної плями з ядрами шва (відомі своїм внеском у засинання), паравентрикулярними ядрами гіпоталамуса (беруть участь у контролі задньої частки гіпофіза), неокортексом головного мозку (мають велике значення для супроводження уваги і неспання) і постійне втручання норадренергічної системи під час неспання, робить її гравцем стосовно належної роботи цієї «петлі неспання-сон». Повна руйнація блакитної плями пригнічує сновидіння та швидкий сон. Досліди на кішках показують, що руйнування каудальної частини блакитної плями, знімає моторне гальмування і сприяє екстеріоризації пірамідної та екстрапірамідної активності сну: кішка стає здатною під час парадоксальної фази сну, полювати на уявних мишей або захищатися від настільки-ж віртуальних хижаків.

## Анатомія
Ядро розташоване в мостовому гребені заднього мозку, зануреного в ретикулярну формацію, під дном передньої ромбоподібної ямки, і простягається каудально до нижніх (задніх) горбків або каудальних відділів чотириплечової пластинки середнього мозку до приблизно на рівні входу aquaeductus cerebri у IV шлуночок. Нейрофізіологічно це утворення є важливою частиною системи норадренергічних нейронів і є їх найбільшим скупченням у центральній нервовій системі.
Одним із завдань моноамінергічної групи нейронів у блакитному ядрі, ймовірно, є вплив на ментальну орієнтацію у сенсі спрямованої уваги. Сенсорні стимули, що перемикаються крізь блакитну пляму, відповідають на вивільнення норадреналіну як передавача, який досягає різних інших областей мозку і поширюється його великими частинами.
Крім таламуса та гіпоталамуса в проміжному мозку, висхідні волокна досягають, зокрема, частин так званої лімбічної системи, таких як гіпокамп, мигдалеподібне тіло та ядра перегородок (nuclei septales), а також проєктуються майже на весь неокортекс. Низхідні еференти прямують до різних ядер у нижніх відділах стовбура мозку і до прилеглих до них у лобових стовпах, сегментів спинного мозку.
Декілька відділів можуть бути означені для блакитної плями, на додаток до добре окресленого великого центрального ядра, переднього (спереду) та заднього (суб-)ядра. Підмозкове ядро зазвичай, розуміється нейроанатомічно як окреме утворення.
Найбільш важливі зв'язки системи locus caeruleus можна узагальнити так:
- дорсальний (тегментальний) норадренергічний шлях

- дорсальний перивентрикулярний шлях

Перший супроводжує медіальний пучок переднього мозку, fasciculus medialis telencephali, через каудальний та латеральний гіпоталамус до основ переднього мозку та неокортексу. Другий проєктується на дорсальний таламус та деякі гіпоталамічні центри.